# RPC Guarapuava
RPC Guarapuava é uma emissora de televisão brasileira, com sede em Guarapuava, Paraná. Opera no canal 2 (32 UHF digital) e é afiliada à TV Globo. Pertence ao Grupo Paranaense de Comunicação.

## Sinal digital
| Canal virtual | Canal digital | Resolução de tela | Programação                                     |
| ------------- | ------------- | ----------------- | ----------------------------------------------- |
| 2.1           | 32 UHF        | 1080i             | Programação principal da RPC Guarapuava / Globo |

A emissora iniciou suas transmissões digitais em 6 de dezembro de 2012, através do canal 32 UHF para Guarapuava e áreas próximas. 
Em maio de 2014, o jornalismo local passou a RPC produzido em formato HDTV.
Transição para o sinal digital
Com base no decreto federal de transição das emissoras de TV brasileiras do sinal analógico para o digital, a RPC Guarapuava, bem como as outras emissoras de Guarapuava, cessou suas transmissões pelo canal 2 VHF em 27 de fevereiro de 2021.

## Ligações Externas
- «G1 - Campos Gerais e Sul do Paraná». (notícias)